# Cachir
Il Cachir (pronuncia:[kaʃiʀ]) è un salame prodotto originariamente nell'Algeria a base di pollo, bovino, oliva e spezie varie, dalla caratteristica grana fine.

## Storia e caratteristiche
Il cachir era originariamente prodotto nell'Algeria, specie nell'area tra Tunisia, Algeria e Marocco: la produzione è al giorno d'oggi diffusa su tutta l'Africa del nord e la Francia. Il suo nome é venuta dalla parola Kosher.Dall'aspetto molto simile al salame di pollo con la verdura o alla mortadella, il cachir presenta un gusto più dolce e delicato.